# 比格倫 (圖爾高州)

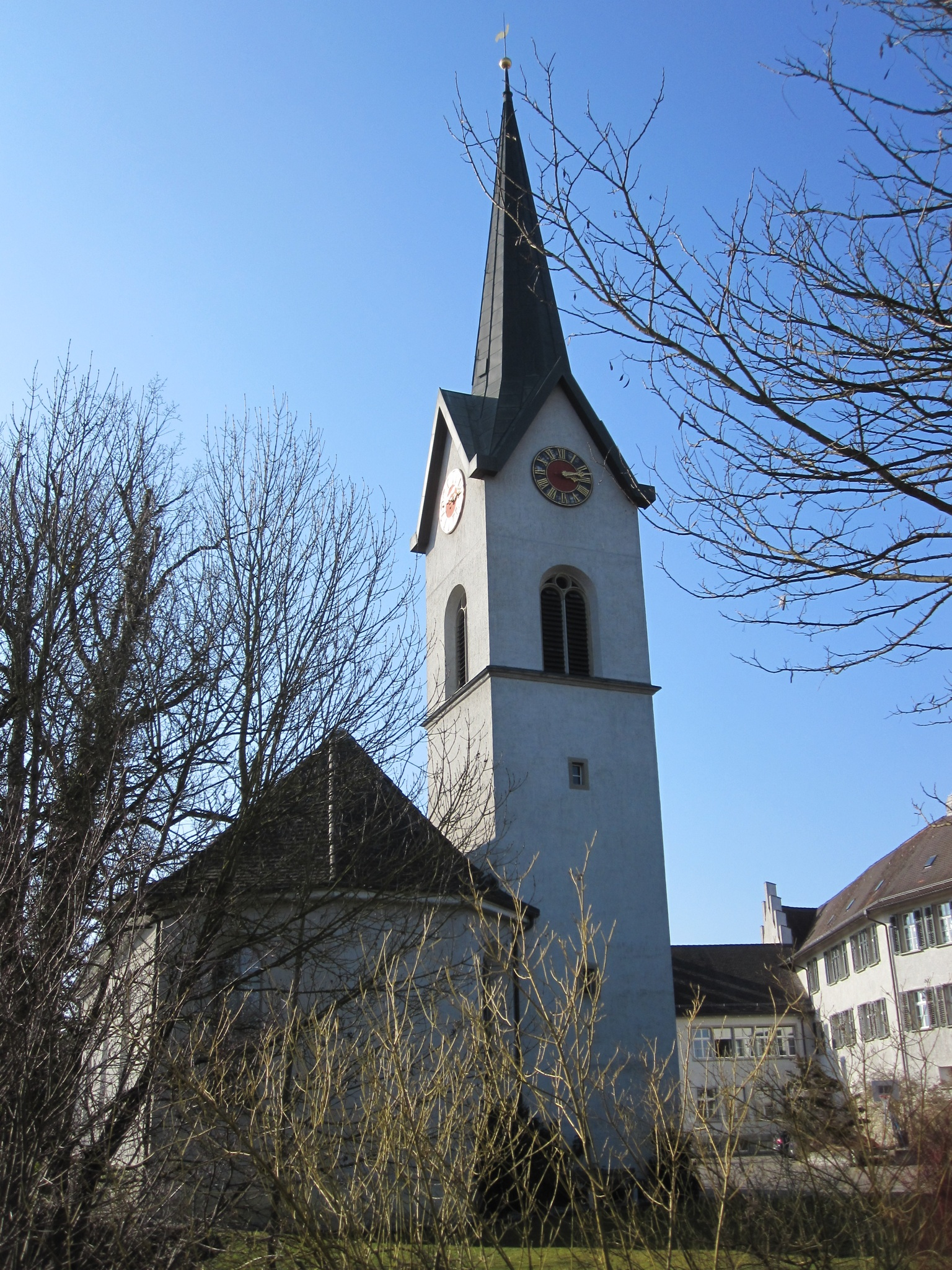

比格倫是瑞士的城鎮，位於該國東北部，由圖爾高州負責管轄，面積11.68平方公里，海拔高度441米，2012年人口3,422，四成人口信奉基督教，人口密度每平方公里293人。
47°32′59″N 9°08′59″E / 47.5497°N 9.1497°E